# Hinayana
Hinayana, sanskrit och pali hînayâna, "den mindre vagnen", är ett mångtydigt begrepp inom buddhismen. Begreppet myntades av förespråkare för mahayana ("den stora vagnen") för att referera till de inriktningar som inte tillhörde mahayana. Termen används dock även av historiska och nutida forskare för att referera till de 18 tidiga indiska buddhistiska inriktningar som inte tillhörde mahayana. Dessa 18 inkluderar:
- Dharmagupta
- Mahasamghika
- Mahisasaka
- Sarvastivada
- Sautrantika
- Sthaviranikaya

Hinayana har i en del kretsar varit synonymt med inriktningen theravada. Theravada är dock bara en av de många tidiga buddhistiska inriktningarna, då theravada anses vara en efterföljare till Sthaviranikaya.